# Ždiar

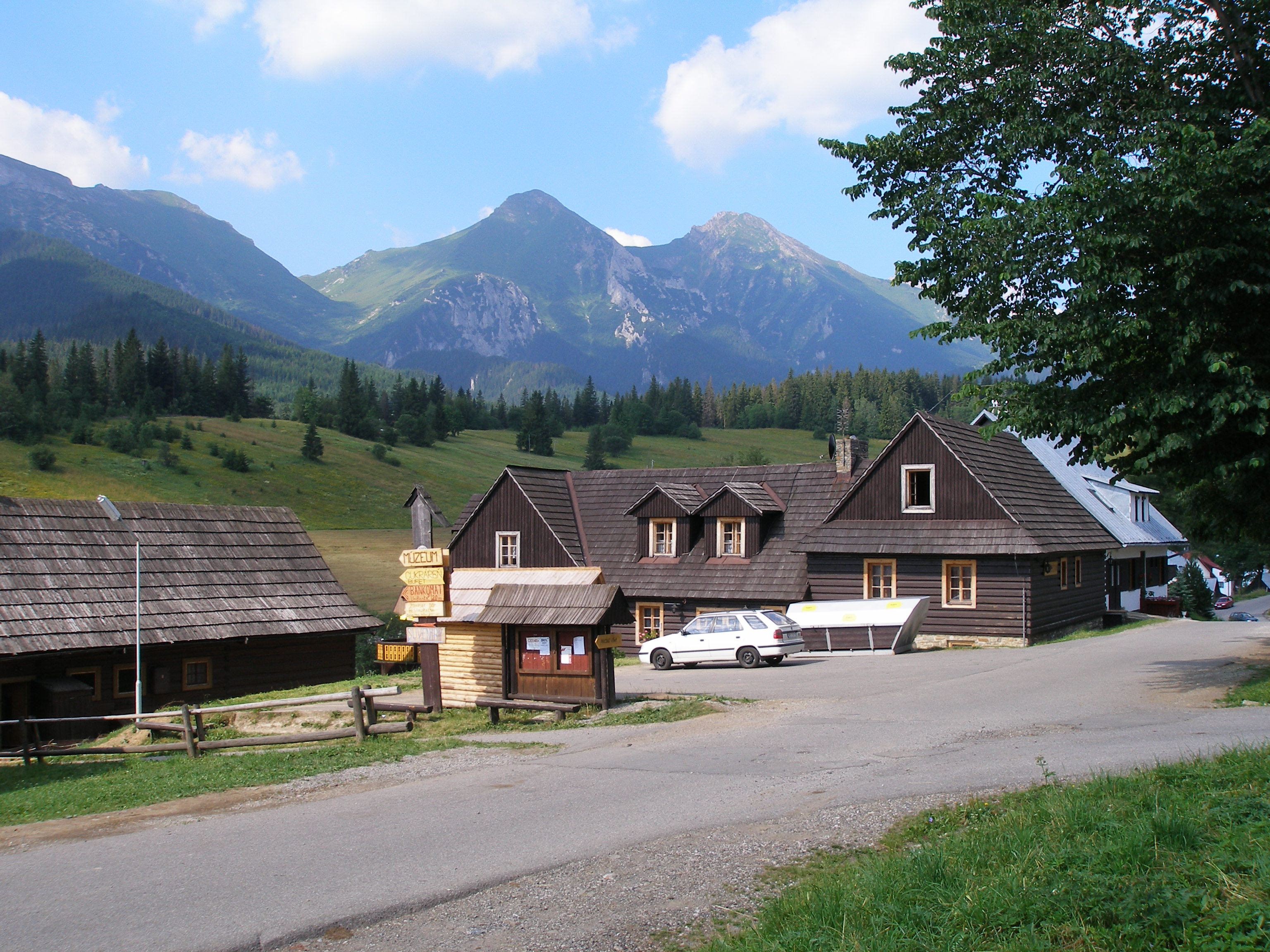
Ždiar

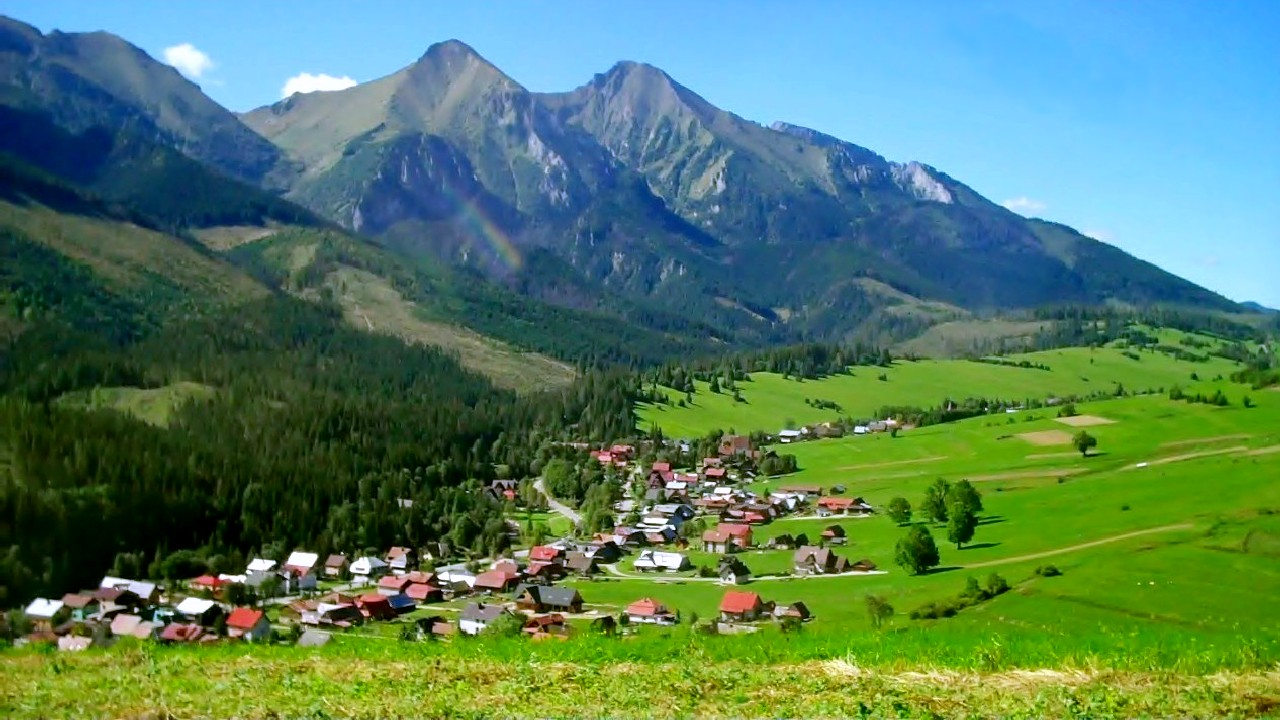
Zdiar

Ždiar (Hongaars: Zár, Duits: Morgenröthe) is een Slowaakse gemeente in de regio Prešov, en maakt deel uit van het district Poprad.
Ždiar telt 1.382 inwoners.
www.zdiar.net SK/PL/EN